# روبيان

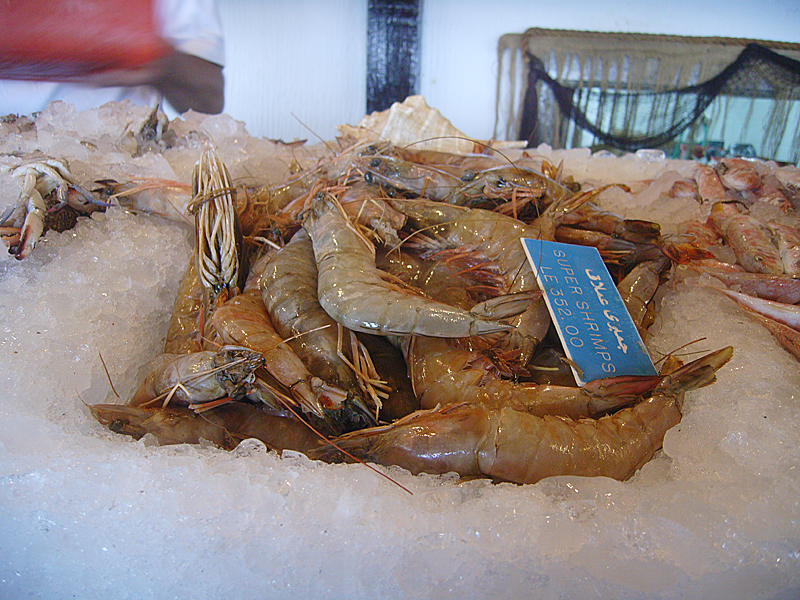

الروبيان والجمبري وسمي القَمرون وربما القريدس، حيوان مائي لافقاري قشري يتنوع إلى حوالي ألفي نوع. ينتشر الروبيان في أغلب مناطق العالم، ويعيش في المياه سواء كانت مالحة أو عذبة. وتسمى الأنواع الصغيرة منه روبيان بينما تسمى الأصناف الكبيرة منه الجمبري.

## التأثيل
تسمية روبيان هي تراوح أو شكل بديل لكلمة إربيان من الجذر ر ب و بمعنى «جراد» أو «جراد البحر» أي الربيان، وهي مشتقة من لفظة *إِرْبَيْ من اللغة السامية الأم والتي تعني «جراد». النون المضافة للكلمة الأصلية موجودة أيضًا في اللغة الإبلاوية، في كلمة 𒅕𒉈𒈝 /ir-bí-núm /ʾerbênum. بعض من قرائن كلمة ربيان السامية هي كلمة ܐܪܒܝܬܐ /أَرْبِيثا/ السريانية بمعنى سلطعون أو ربيان، وكلمة אַרְבֶּה /أَرْبِه/ العبرية و𐎛𐎗𐎁𐎊 /ءرب‌ي/ الأوگاريتية و𒉅𒄭𒀀 /erbum/ الأكدية وجميعها تحمل معنى «جراد». يُعرف الربيان بالعديد من الأسماء المختلفة في العالم العربي، يمكن الاطلاع على بعضها في قالب اللهجات العربية أعلى الصفحة.

## تصنيف

تشريح الروبيان

الروبيان من أنواع الحيوانات البحرية المشهورة. ثمة أكثر من ألفي نوع متواجد في العالم. يعتبر الروبيان والجمبري من عائلة واحدة، ولكنهما مختلفان في الشكل.
أنواع الماء العذب منها الإفريقي وموطنه الأصلي الكاميرون ولونه أخصف أزرق إلى أسود. يحتاج نباتات كثيفة وأماكن للاختباء لأنه من القشريات الخجولة، نشاطه ليلي، مسالم تماماً مع جميع أنواع الأسماك والقشريات ويمكن تربيته في جماعات من نوعه، بشرط توافر مخابئ للجميع. يتغذى على العوالق وبالتالي لو توفرت له نباتات كافية قد لا تشغل بالك بإطعامه على الإطلاق. يجب عدم تربيته مع الأسماك الكبيرة مثل السيكلد حتى لا تأكله. يفضل درجة حرارة 23-28 وإن كان يتحمل الدرجات الأكثر أو الأقل.. ودرجة الحموضة المناسبة له 6.5-7.5. يصل طول الروبيان إلى 18 سنتمترا ويصعب التفريق بين الذكر والأنثى كما يصعب تزاوجهم في الأسر.
النوع الثاني من روبيان المياه العذبة هو الروبيان الآسيوي. وموطنه سنغافورة. وهو شبيه بالإفريقي وإن كان يتميز بوجود خط أصفر بطول الظهر. يمكن التمييز بين الذكر والأنثى بأن الأرجل الأمامية للذكر أضخم من الأرجل الخلفية.. بينما تكون متماثلة تقريبا في الأنثى. يفضل الروبيان الآسيوي درجات الحرارة 22 - 26 درجة.. والحموضة 6.8 - 7.5. يتغذى على العوالق الذائبة في الماء ويصل حجمه إلى 12 سم. يمكن تربيته في جماعات مع مراعاة وجود أماكن اختباء للجمبري نظراً لميل الذكور للسيطرة على مكان خاص بهم. وهو من القشريات المسالمة ويمكن تربيته مع أي نوع من الأسماك (بشرط ألا تكون كبيرة حتى لا تلتهمه).
النوع الثالث من روبيان المياه العذبه هو الروبيان الأسترالي... وهو يعيش في أستراليا كما هو واضح من اسمه، ويفضل العيش في البرك والمياه العكرة ذات التربة الطينية أو الرملية.. لذلك عند تربيته يجب تغطية القاع بطبقة من الرمل من 5-10 سم. الجمبري الأسترالي من النوع الشره.. يمكنه أكل أي شيء من أوراق الشجر العفنة حتى الأسماك الحية (لا تأتمنه أبداً على أسماكك الصغيرة) يصل طوله إلى 25 سم ويقوم بالتخلص من القشور حول جسمه كلما كبر في الحجم ليستبدلها بقشور أخرى (لكنه يكون في هذه الفترة عرضة للافتراس من زملائه من الروبيان أو أعدائه من الأسماك... لذلك يجب توافر أماكن اختباء مناسبة لحمايته في هذه المرحلة). يستطيع الروبيان الأسترالي العيش في درجات حرارة متباينة من 1 درجة مئوية حتى 25 درجة مئوية ونشاطه ليلي كباقي أنواع الروبيان السابقة.

## علاقته بسمكة الجوبي
تعيش سمكة الجوبي مع الروبيان حيث يقوم الروبيان بحفر وتنظيف الجحر الذي يعيشان به معا في الرمل ويكون الروبيان تقريبا أعمى مما يجعله فريسة سهلة عندما يكون عند السطح تقوم سمكة الجوبي بلمس الروبيان بواسطة ذيلها لتنبئه بحالة الخطر وعند حدوث ذلك يتراجع الروبيان وسمكة الجوبي لداخل الجحر.

## الاستهلاك

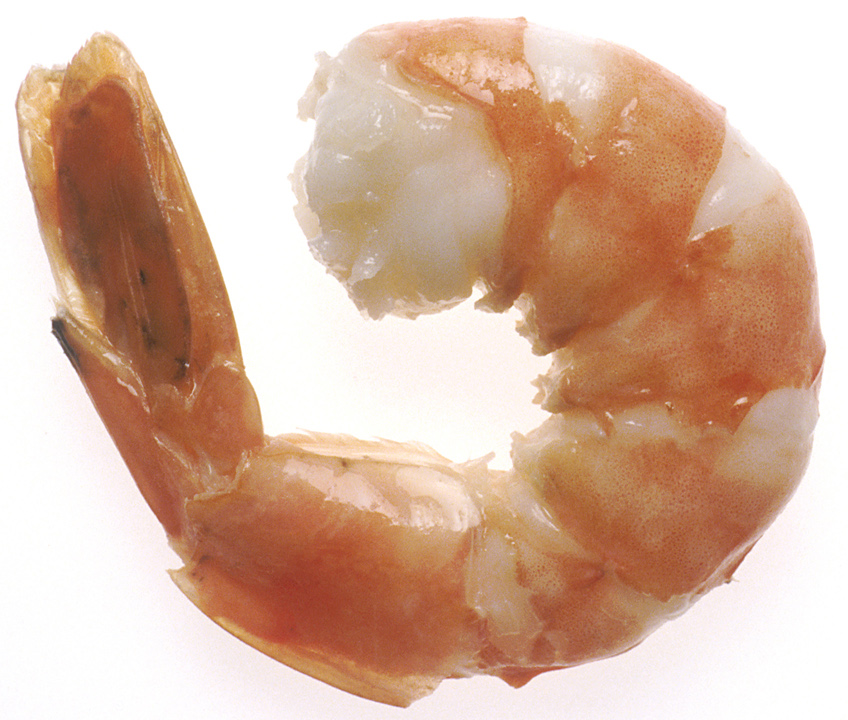
روبيان مطهي

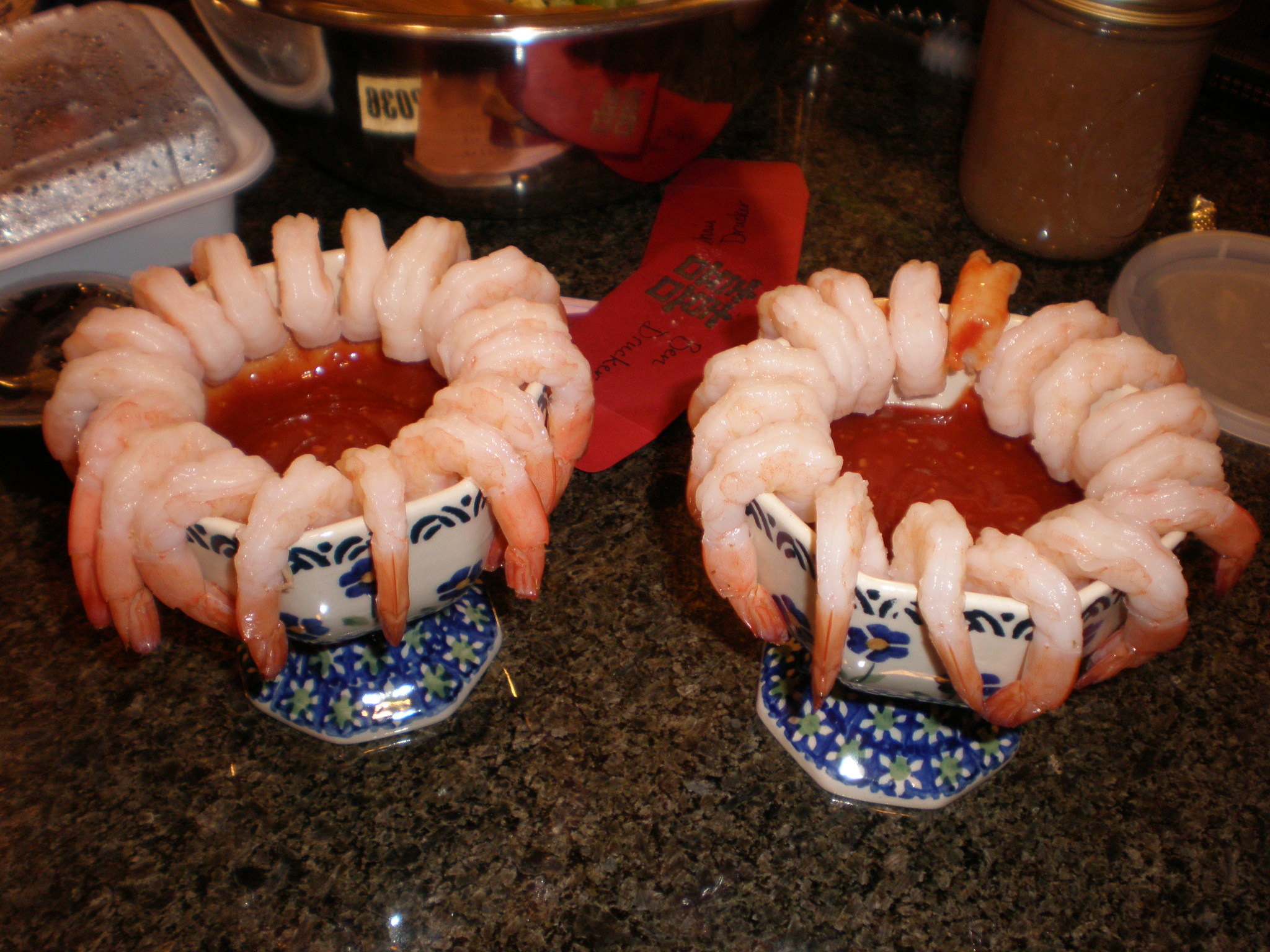
روبيان في وعاء لصلصة الطماطم

يعتبر الروبيان من أشهر المأكولات في المطاعم البحرية ويصطاد بنوع خاص من الشباك، يصطاد النوع المفضل وهو الأحمر الضارب للبني.
للروبيان عدة فوائد ففيه كمية كبيرة من الكالسيوم واليود والبروتين وهو أيضا من مصادر الكوليسترول من 122 إلى 251 ملغ لكل 100 غ من الروبيان، وهذا يتوقف على طريقة تحضير الروبيان للاستهلاك. ولكنه يبقى مفيدًا للدورة الدموية بسبب عدم وجود نسب الدهون المشبعة، كما أن ارتفاع نسبة الكوليسترول في محتواه يعني فعلا تحسين نسبة الكوليسترول المنخفض والتقليل من الدهون.
نسبة الإنتاج
| الإنتاج | مليون طن |
| ------- | -------- |
| 1999    | 3.03     |
| 2000    | 3.09     |
| 2001    | 2.96     |
| 2002    | 2.97     |
| 2003    | 3.55     |
| 2004    | 3.54     |
| 2005    | 3.42     |

## الطبخ
يمكن تحضير عدد كبير من الأطباق من الروبيان أهمها:
كبسة الروبيان، كباب الروبيان، برياني الروبيان، أرز صيني بالروبيان، مارينارا الروبيان، الملوخية بالروبيان وغيرها.

## المعلومات الغذائية عن كباب الروبيان
يحضّر كباب الروبيان باستخدام الروبيان، الفليفلة، الفطر، عصير الليمون الحامض، الزيت، الفلفل، البهار والملح. تحتوي وجبة كباب الروبيان (150 غ تقريبًا)، بحسب موقع شهية، على المعلومات الغذائية التالية:
- السعرات الحرارية: 201
- الدهون: 8
- الدهون المشبعة: 1
- الكوليسترول: 190
- الكاربوهيدرات: 5
- البروتينات: 27
- وصفة كباب الروبيان مع معلوماتها الغذائية

## معرض الصور

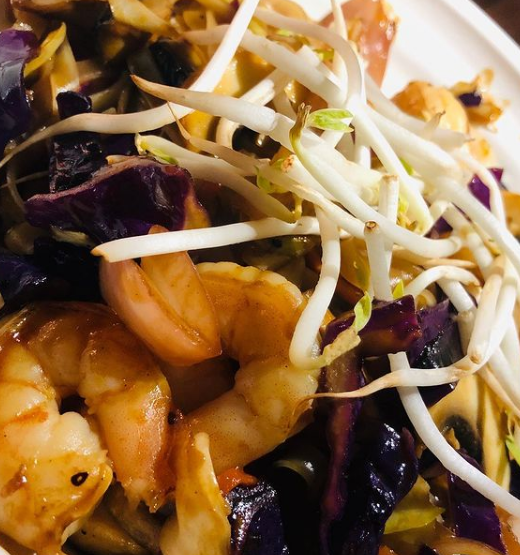
سلطة الجمبري
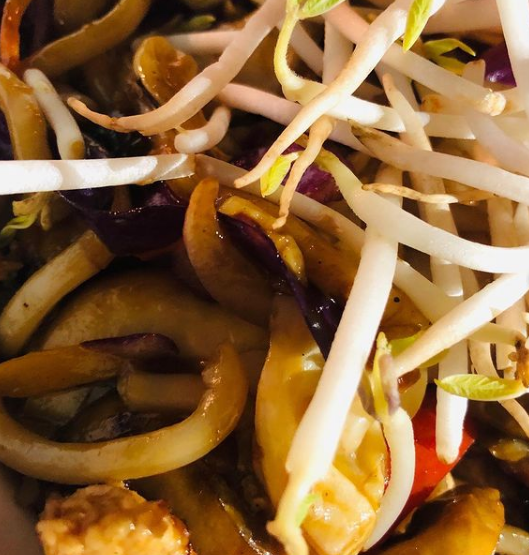

## حواش
1. ↑  مصطفى الشهابي (2003). أحمد شفيق الخطيب (المحرر). معجم الشهابي في مصطلحات العلوم الزراعية (بالعربية والإنجليزية واللاتينية) (ط. 5). بيروت: مكتبة لبنان ناشرون. ص. 822. ISBN:978-9953-10-550-5. OCLC:1158683669. QID:Q115858366.
2. ↑  أمين المعلوف (1985)، معجم الحيوان (بالعربية والإنجليزية) (ط. 3)، بيروت: دار الرائد العربي، ص. 194، OCLC:1039733332، QID:Q113643886
3. ↑  المعجم الموحد لمصطلحات علم الأحياء، سلسلة المعاجم الموحدة (8) (بالعربية والإنجليزية والفرنسية)، تونس: مكتب تنسيق التعريب، 1993، ص. 279، OCLC:929544775، QID:Q114972534
4. ↑  اِربیان - لغت‌نامه دهخدا نسخة محفوظة 22 فبراير 2020 على موقع واي باك مشين.
5. ↑  عبد الخالق رمضان الشيخ (2004). القاموس البيطري: إنجليزي عربي بالصور والرسومات الإيضاحية والجداول (بالعربية والإنجليزية). القاهرة: مكتبة شهوان للطباعة. ص. 21. ISBN:978-977-6099-13-5. OCLC:4770441762. QID:Q125605472.
6. ↑  قاموس مصطلحات الفلاحة (بالعربية والفرنسية). الجزائر العاصمة: المجلس الأعلى للغة العربية بالجزائر. 2018. ص. 115. ISBN:978-9931-681-42-7. OCLC:1100055505. QID:Q121071043.
7. ↑  معلومات منوعة حول الروبيان MSN Encarta وصل لهذا المسار في 7 سبتمبر2007 نسخة محفوظة 28 أكتوبر 2009 على موقع واي باك مشين.
8. ↑  "الفتاوى - حكم أكل الجمبري عند الحنفية". مؤرشف من الأصل في 2013-06-24. اطلع عليه بتاريخ 2021-12-11.{{استشهاد ويب}}:  صيانة الاستشهاد: BOT: original URL status unknown (link)
9. ↑  "Supplément aux dictionnaires arabes, par R. Dozy. T. 1, 2. 2e édition. Tome 1,Edition 2" (بالإنجليزية). Archived from the original on 2021-12-12. Retrieved 2021-12-11.
10. ↑  أطباق الروبيان نسخة محفوظة 22 فبراير 2020 على موقع واي باك مشين.